# Ré
Ré (régebben Rá alakban írták át) ókori egyiptomi napisten, Egyiptom történelmének egyik legjelentősebb istene. Története során több más istennel is egybeolvadt, köztük Hórusszal, Atummal és Ámonnal. Hatásköre kiterjedt az égre, a földre és az alvilágra is, több teremtésmítoszban is fontos szerepet tölt be, és a király isteni atyjának is tekintették.
Hieroglif jele: . Ez a jel a fényt és az időt jelentő szavakban is előfordul determinatívumként.

## Története és kultusza
Kultuszának első kimutatható jele a II. dinasztia idejéből származik, ahol egy fáraó neve Raneb („A Nap az úr”) volt. A IV. dinasztia idejében az isten hatalma már elérte tetőpontját, a fáraók hivatalos titulatúrájába Hafrétól kezdve bekerült a „Ré fia” cím, és a piramisok, melyek közül a leghíresebbek ekkor épültek, szintén a napkultusszal állnak kapcsolatban. Az V. dinasztia idejére Ré tulajdonképpen az állam hivatalos istenévé vált, az ekkori királyi temetkezések elengedhetetlen kellékei, a naptemplomok talán a héliopoliszi nagy templom mintájára készültek (bár maga az óbirodalmi nagy templom nem került elő).
Kultuszközpontja Héliopoliszban volt, ahol alakja egybeolvadt a helyi napistennel, Atummal. Mivel Atum az Enneád első istene és a világ teremtője volt, Rét is annak tekintették. Később Hórusszal is egybeolvadt, ennek az alaknak a neve Ré-Harahti („Ré, a Két Horizont Hórusza”). Heper napisten kultuszát szintén magába olvasztotta, a szkarabeusz alakban ábrázolt isten innentől  Ré egyik megjelenési formája, neve („keletkező”) miatt a hajnali napé. Ugyanígy Atum, akinek neve a befejezést jelentő szóval áll kapcsolatban, a lenyugvó nap jelképe lett, és idős emberként ábrázolták.
Mikor az újbirodalom idején Ámon vette át a főisten szerepet, a két kultusz egyesítése érdekében az ő alakja is egybeolvadt Réével, Ámon-Ré néven. Ámon, aki eredetileg levegőisten és a teremtő elemek egyike volt, korábban nem volt szoláris jellegű isten, a Rével való egyesülés után vált azzá. Az erősödő Ámon-kultusz ellen küzdő Ehnaton, mikor bevezette Aton napisten kultuszát, több más istennel ellentétben Rét nem bántotta, hanem Atonnal azonosnak tekintette.
Ré héliopoliszi főpapjának címe „a látók legnagyobbika”. Ezen kívül is számtalan templom épült neki, és más istenek templomaiban is tisztelték. Ezenkívül a népi vallásban is szerepet játszott, több varázsige említi. Népszerűségét mutatja, hogy számtalan személynévben is előfordult neve a főrangúaktól a köznépig (pl. a Ramszesz név jelentése „Ré gyermeke”). Ré megtestesülése volt a szent Mnevisz-bika, akinek kultusza szintén Héliopoliszban volt, temetkezési helye pedig a várostól északra.
Ré kultuszának a kereszténység elterjedése vetett véget, innentől már az egyiptomi papok is csak tudományos érdeklődésből tanulmányozták. Még a keresztény időkben is előfordulnak azonban olyan szövegek, amelyekben Jézushoz, a Szentlélekhez és Réhez könyörögnek.

## Mitológia
Réhez számos mítosz fűződik. Az egyik szerint az ő könnyeiből lettek az emberek (az 'ember' és a 'könny' szavak az egyiptomi nyelvben hasonlítanak). A napkorongot magát Ré fizikai megtestesülésének, máskor a szemének tartották, de „Ré szeme” több vad természetű, szoláris jellegű istennő megtestesülése lehetett. Az egyik ilyenről egy mítosz, az Égi Tehén mítosza számol be: hogy Ré elküldte szemét, Szahmet istennőt, hogy büntesse meg az ellene lázadozó emberiséget, a vérszomjas istennő azonban túl sok embert megölt, mire az isten megkönyörült rajtuk, és vörös festékkel kevert sört öntetett a földre; Szahmet vérnek nézte, megitta és lerészegedett, így sikerült megállítani. Ez a mítosz Rét öregemberként mutatja be; „csontjai ezüstté, teste arannyá, haja lazúrkővé vált”. Másik, Ré szemét egy istennő megtestesüléseként említő történet a Napszem-mítosz, melyben Tefnut, Ré szeme vagy Ré leánya (a héliopoliszi teremtéstörténet szerint Atum leánya volt, így a mítosz Ré és Atum azonosítását mutatja) megharagszik apjára és délre vándorol; Thot a bölcsesség istene veszi rá, hogy térjen vissza.
A Ré titkos neve címen ismert mítoszban, ami egy XIX. dinasztiabeli papiruszon maradt fenn, egy Ízisz teremtette kígyó megmarta Rét, akit csak akkor volt hajlandó meggyógyítani az istennő, ha cserébe elárulja neki titkos nevét. Ré megtette, így Ízisz lett a világ leghatalmasabb varázslója. A történet rávilágít arra, a névnek mennyire kitüntetett szerepe volt az egyiptomi kultúrában: a név ismerete egyet jelentett a hatalom birtoklásával is. Ha ismertük valakinek az igazi nevét, akkor hatalmat gyakorolhattunk fölötte.
Ré naponta végighaladt az ég óceánján egyik horizonttól a másikig Mandzset nevű bárkáján („Az évmilliók bárkája”). Éjjel az Alvilágon haladt át esti, Meszektet nevű bárkáján. Útján több isten kísérte, köztük Hu, Szia és Mehen, akik segítették és védelmezték az alvilág szörnyeivel szemben; itt a káosz istenének tartott Széth pozitív szereplőként tűnik fel, mert ő győzi le Apóphiszt, a hatalmas kígyót, aki el akarja nyelni a bárkát. Reggel, miután áthaladt az Alvilágon, Ré újjászületik Nut égistennő testéből. Halála után az uralkodó is csatlakozott Réhez bárkáján; később, ahogy a túlvilági élet „demokratizálódott”, már minden elhunytról úgy tartották, Ré bárkájára kerül.
Az alvilági utazást gyakran ábrázolják a Királyok völgye-beli sírokban; a kísérőszövegekben nyomon követhető Ré és az Alvilág uraként tisztelt Ozirisz interakciója, majd egybeolvadása, ahol Ozirisz vált a kompozit isten testévé, Ré pedig a ba-lelkévé. A történetnek számos variációja létezik, a Naplitánia szerint például Ré saját alakjait látogatja végig az Alvilágban.
A világ teremtéséhez hozzátartozott a királyság, a társadalmi rend megteremtése is, így Ré mint teremtő az első uralkodó is volt. Mikor megöregedett, Nut hátán felemelkedett az égbe, innentől utódai kormányozták Egyiptomot. A Westcar-papirusz feljegyzi, hogy az V. dinasztia első három királya – Uszerkaf, Szahuré és Noferirkaré – a héliopoliszi főpap felesége, Ruddzsedet hármasikrei voltak, apjuk pedig maga Ré. A valóságban nem voltak testvérek, de a mitikus kapcsolatot a fáraó és a napisten közt eddigre már állandósult, ahogy a fáraó címei közt a Ré fia is. Ré nevében uralkodni annyit tett, hogy a maat, a helyes világrend szerint uralkodni; Hatsepszut alatt feljegyezték, hogy az Egyiptomot megszálló hükszoszok „Ré nélküli uralkodók” voltak. Magának az igazságnak, a világrendnek megtestesülése, Maat istennő Ré leánya volt. Szintén a lányának, más mítoszokban a feleségének tartották Hathor istennőt.
Az V. dinasztia körül már megjelenik női párja, Raet, aki, bár átveszi Ré címeinek női formáját, sosem tesz szert a Rééhez fogható jelentőségre.

## Ikonográfia
Több formában is ábrázolták, leginkább napkorongként, amit ureusz vesz körül védelmezően, és gyakran kiterjesztett szárnyai is voltak. Előfordult ábrázolása sólyom-, kos- vagy szkarabeuszfejű férfiként is; a szkarabeusz, napkorong és kosfejű férfi ábrázolásának kombinációja a felkelő, déli és lenyugvó napot jelentette egyben. Más istenekkel alkotott kompozit formái is előfordulnak: Ámon-Ré nagyrészt átveszi Ámon ábrázolását, de koronáján napkoronggal, Ozirisz-Ré pedig Ozirisz múmiaforma alakja, de feje kosfej (a lenyugvó nap jelképe).

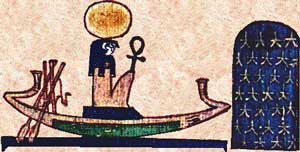
Ré a napbárkán
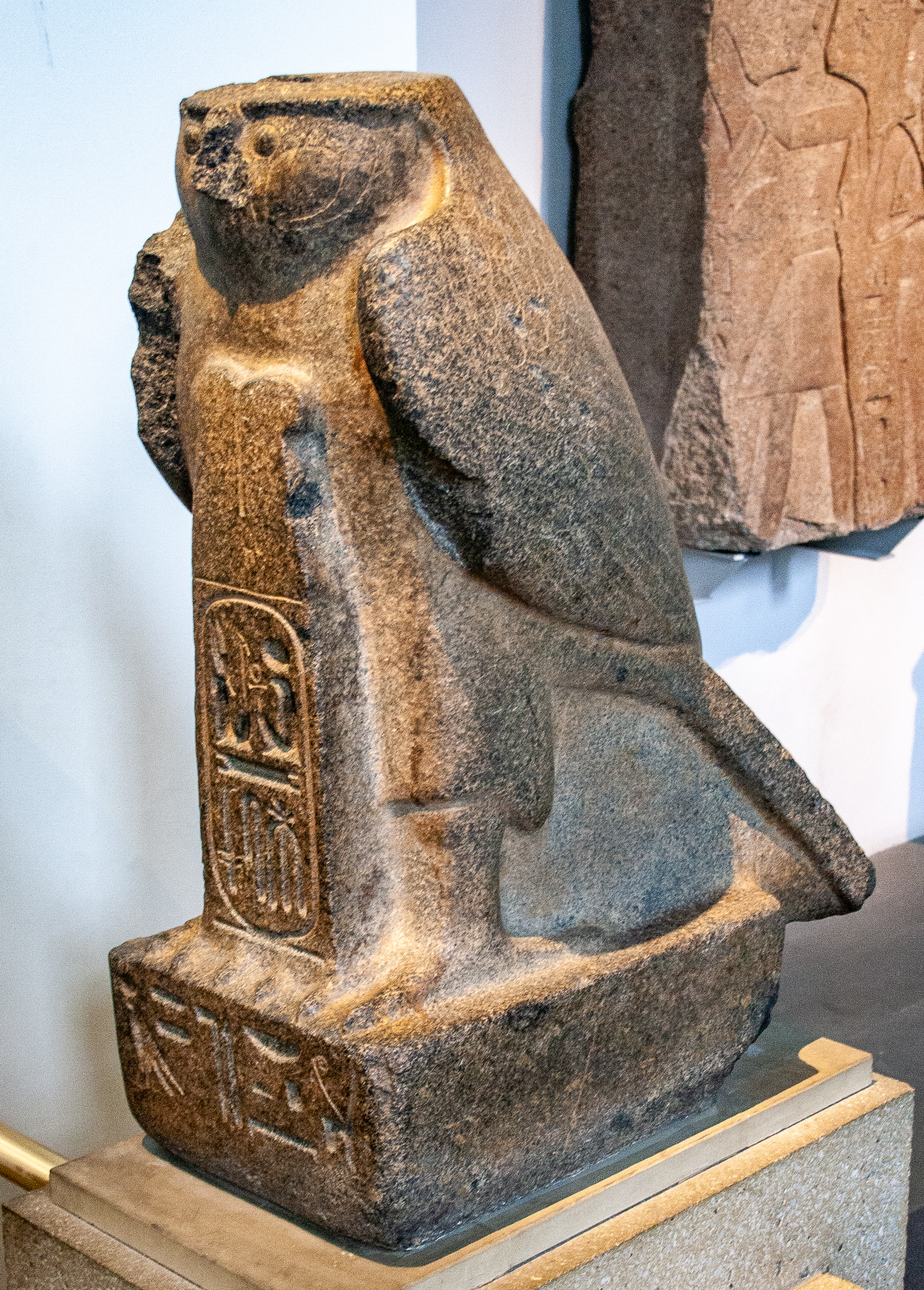
Ez a Hórusz felirata szerint a Rével egybeolvadt alakját (Ré-Harahti) ábrázolja (II. Ramszesz kora, British Museum)
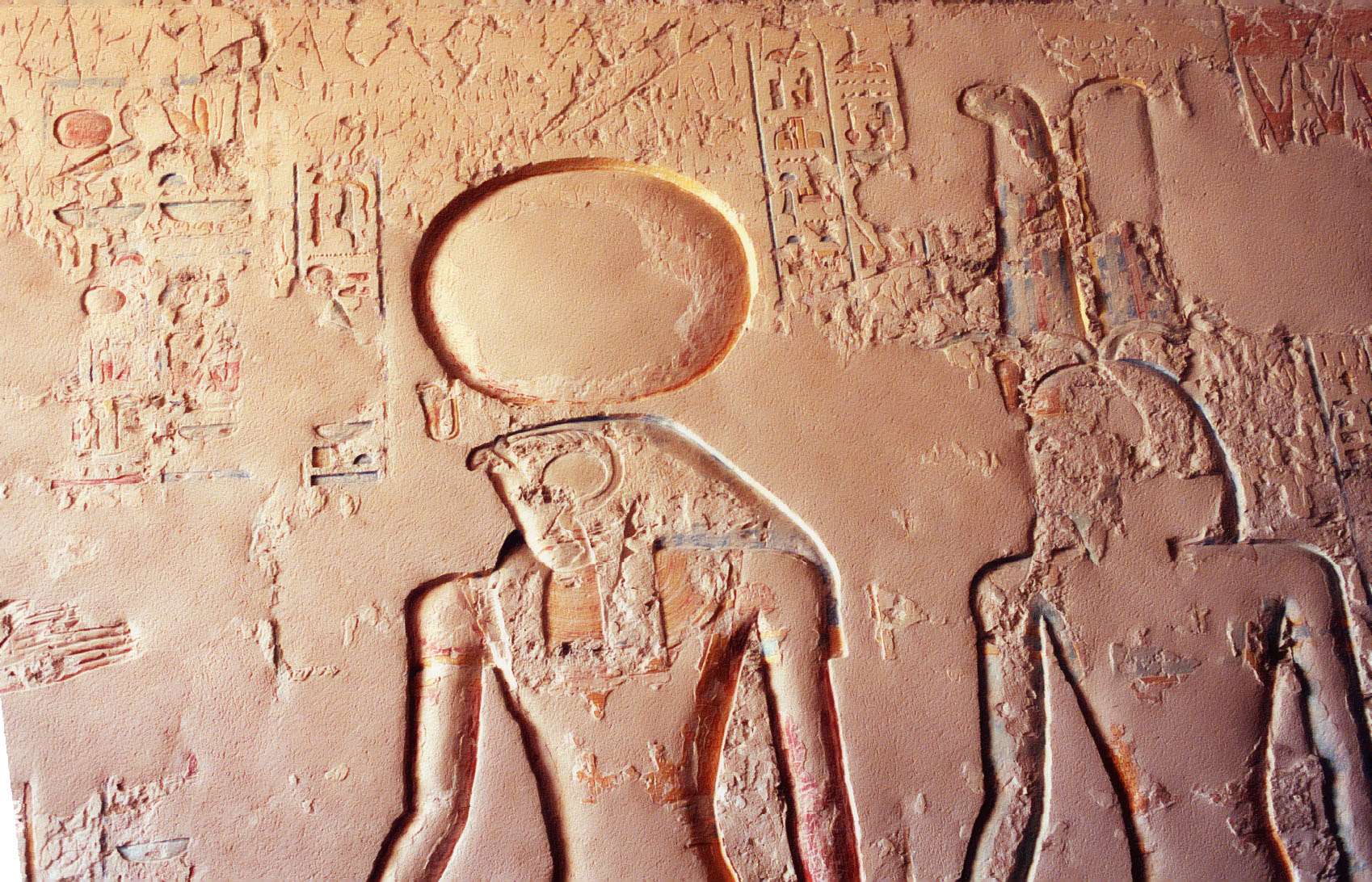
Ré és Ámon IV. Ramszesz sírjában